# Avenue Carnot (Nantes)
Pour les articles homonymes, voir Avenue Carnot.
L'avenue Carnot est une artère de Nantes.

## Situation et accès
Située dans le centre-ville de Nantes, à l'est de île Gloriette, l'avenue Carnot  débute pont de la Rotonde et se termine avenue Jean-Claude-Bonduelle.

## Origine du nom
Elle rend hommage au président de la République Sadi Carnot, assassiné à Lyon, le 24 juin 1894.

## Historique
En 1859, le projet Guyon est examiné : il prévoit la construction d'une chaussée de 2,3 km, dont trois ponts, partant du prolongement des cours Saint-Pierre et Saint-André, à travers les prairies de la Madeleine, de Biesse et d'Amont, pour atteindre la rive gauche de la Loire, à l'est de l'hôpital Saint-Jacques. Un autre ingénieur, Lechalas, préfère le tracé d'un axe en aval, entre le palais de la Bourse, la place de la République et la Haute-Île, à Rezé. Le projet Guyon reçoit l'approbation d'Henri Driollet, architecte de la ville, mais sa réalisation ne débute que trente ans plus tard et ne voit son aboutissement que lors de la construction du pont Georges-Clemenceau, entre 1962 et 1966.
Il prend son nom actuel par délibération du conseil municipal du 25 mai 1898,  et est inauguré en 1899.
Débouchant, au sud, du pont de la Rotonde et s'arrêtant au Champ-de-Mars (au niveau de la rue de Jemmapes), l'artère, ouverte en 1898, permet d'accéder à l'ancienne « prairie de la Madeleine » qui commence à être urbanisée avec l'implantation de la biscuiterie Lefèvre-Utile. L'usine, installée dès 1885 sur les lieux, étend, une quinzaine années plus tard, son emprise sur les deux côtés de l'avenue, puis est dotée, au début du XXe siècle, de ses tours caractéristiques encadrant cette dernière, édifiées par l'architecte Auguste Bluysen dans un style proche de l'Art nouveau. Ces deux belvédères sont touchés par les bombardements qui ravagèrent Nantes en 1943, mais ne seront pas détruits. Décapitées à mi-hauteur lors de grands travaux en 1972, seule la tour ouest est entièrement rasée quelques années plus tard pour laisser la place à un hôtel, tandis que le dôme de l'autre tour est entièrement reconstitué en 1998.
En 1986, les usines LU transfèrent leurs activités sur le nouveau site de la Haie-Fouassière. Les bâtiments désaffectés de l'avenue Carnot restent alors à l'état de friche industrielle jusqu'à ce qu'ils soient rachetés par la ville, en 1995. Une bonne partie d'entre eux est rasée pour laisser la place aux constructions actuelles (seule une portion du mur de l'usine, portant une mosaïque représentant le logo « LU » en blanc sur fond rouge, dessiné par Raymond Loewy, est conservée). Le bâtiment le plus proche du pont de la Rotonde est également réhabilité et abrite aujourd'hui le Lieu unique.
Outre ces bâtiments et une construction ancienne se trouvant à l'angle de la rue de Jemmapes, ce sont des immeubles contemporains d'environ six étages qui forment le paysage actuel de l'avenue.
À son extrémité sud, l'artère débouche sur un vaste champ de mars qui est percé, au début des années 1960, dans son prolongement.
Le conseil municipal, dans une délibération du 11 juillet 1983, décide d'incorporer cette section à l'avenue Carnot, qui double ainsi approximativement sa longueur, avant que cette portion ne devienne, le 28 mars 1988, l'avenue Jean-Claude-Bonduelle, changement qui ramène l'avenue Carnot à sa longueur initiale.
Depuis le 6 novembre 2006, l'avenue Carnot est empruntée par la ligne 4 du busway, reliant la « Porte de Vertou » (boulevard périphérique) à la place Maréchal-Foch.

## Bâtiments remarquables et lieux de mémoire
- Le Lieu unique, centre culturel installé dans les anciens locaux de la biscuiterie LU.